# NGC 4450
NGC 4450 es una galaxia espiral situada en la constelación de Coma Berenices perteneciente al Cúmulo de Virgo y visible con telescopios de aficionado.
NGC 4450 se caracteriza, al igual que M90, también en el mismo cúmulo, o NGC 4921 en el Cúmulo de Coma, por el aspecto liso y con apenas rasgos distintivos de sus brazos espirales, lo que indica una tasa de formación estelar muy baja. De hecho, estudios en la longitud de onda del hidrógeno ionizado muestran poca formación estelar, toda ella además concentrada en el disco interno de la galaxia, y además otros estudios muestran muy poco hidrógeno neutro (también concentrado dentro del disco de la galaxia) e hidrógeno molecular, lo que explica que haya sido considerada una galaxia anémica.
NGC 4450 ha sido estudiada también por el Telescopio Espacial Hubble, mostrando evidencias de la existencia de un agujero negro supermasivo en su centro, con una masa estimada en alrededor de 20 millones de masas solares
.